# Caesalpinia acinaciformis
Caesalpinia acinaciformis är en ärtväxtart som beskrevs av Ernst Gottlieb von Steudel. Caesalpinia acinaciformis ingår i släktet Caesalpinia och familjen ärtväxter. Inga underarter finns listade i Catalogue of Life.